# 761 Бренделія
761 Бренделія (761 Brendelia) — астероїд головного поясу, відкритий 8 вересня 1913 року.
Тіссеранів параметр щодо Юпітера — 3,297.